# Doktor (film, 1979)
Doktor (v originále Le Toubib) je francouzský hraný film z roku 1979, který režíroval Pierre Granier-Deferre. Jedná se o adaptaci románu Jeana Freustiého Harmonie ou les horreurs de la guerre vydaného v roce 1973. Snímek měl světovou premiéru dne 27. října 1979.

## Děj
V roce 1983 zuří třetí světová válka. V blíže neurčené evropské zemi pracuje zdravotnický personál chirurgické pobočky, která se nachází za frontou, v neustálém stavu pohotovosti. Mlčenlivý a zjevně necitlivý Jean-Marie Desprée, talentovaný chirurg zlomený životem a úmrtím své ženy, se věnuje výhradně své práci a svým pacientům. Jednoho dne potká mladou idealistickou zdravotní sestru Harmony. Při kontaktu s ním znovu získá chuť do života.

## Obsazení
| Alain Delon       | Jean-Marie Desprée |
| Véronique Jannot  | Harmony            |
| Bernard Giraudeau | François           |
| Francine Bergé    | Marcia             |
| Michel Auclair    | šéf                |
| Catherine Lachens | Zoa                |
| Bernard Le Coq    | Jérôme             |
| Henri Attal       | voják              |
| Jean-Pierre Bacri | anesteziolog       |
| Dominique Zardi   | voják              |